# 吉田記念テニス研修センター
座標: 北緯35度53分48.4秒 東経139度58分24.3秒 / 北緯35.896778度 東経139.973417度

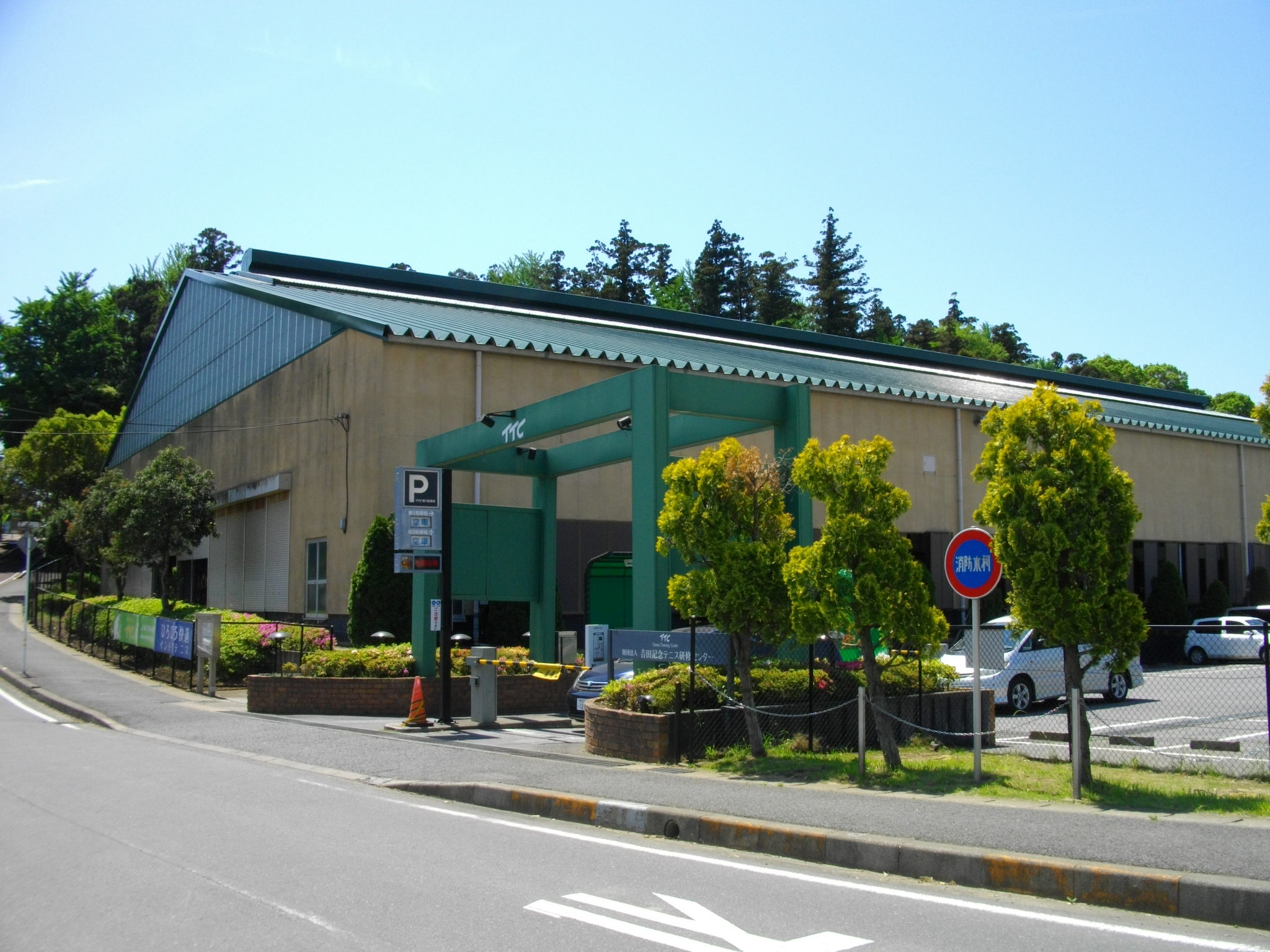
吉田記念テニス研修センター

公益財団法人吉田記念テニス研修センター（よしだきねんテニスけんしゅうセンター、英語: Tennis Training Center）は、千葉県柏市に所在する公益財団法人。略称はTTC。
1990年、テニス選手や指導者の強化育成をはじめ、児童生徒・高齢者・障害者など、テニスや車いすテニスの幅広い層への普及浸透を目的に、吉田俊二、吉田宗弘の寄付によって設立された。国枝慎吾、斎田悟司、八筬美恵ら日本の車いすテニスのトップ選手らを集め、トレーニングを行っている。

## 施設
- テニスコート
  - 屋外コート - 8面
  - 屋根付き屋外コート - 2面
  - 屋内コート - 4面
  - ショートテニスコート - 1面
- フィットネスセンター

## 主催事業
- 柏市ピヨピヨ親子ショートテニス教室
- かしわ国際オープンテニストーナメント（国際テニス連盟公認）
- 三井不動産全日本選抜車いすテニス選手権大会
- 全国選抜ジュニアテニス選手権